# Förenade Tegelbruken
AB Förenade Tegelbruken var ett svenskt byggnadsmaterialföretag, som bildades 1906 genom en sammanslagning av Mjölby tegelbruk, Kallerstads tegelbruk och Rakereds tegelbruk.
Kallerstads tegelbruk blev det största tegelbruket i Förenade Tegelbruken. Rakereds tegelbruk lades ned 1932 och Mjölby tegelbruk på 1940-talet. Från 1946 ingick också Ljungs tegelbruk i Förenade Tegelbruken.
Sala Tegelbruks AB köpte Förenade Tegelbruken 1957. Kallerstads tegelbruk lades ned 1966 och Ljungs tegelbruk 1967.